# Nông Sơn
Nông Sơn is een district in de Vietnamese provincies Quảng Nam. De hoofdplaats van Nông Sơn is xã Quế Trung.
De huyện Nông Sơn is in 2008 ontstaan, nadat het werd afgesplitst van huyện Quế Sơn. Een van de rivieren die in Nông Sơn stroomt is de Thu Bồn.

## Administratieve eenheden
Nông Sơn bestaat uit zeven xã's.
- Xã Phước Ninh
- Xã Quế Lâm
- Xã Quế Lộc
- Xã Quế Ninh
- Xã Quế Phước
- Xã Quế Trung
- Xã Sơn Viên